# Hubert Lyman Clark
Pour les articles homonymes, voir Clark.
Hubert Lyman Clark est un zoologiste américain, né le 9 janvier 1870 à Amherst (Massachusetts) et mort le 31 juillet 1947 à Cambridge.

## Biographie
Il est le fils de William Smith et d’Harriet Kapuolani Richards née Williston. Il obtient un Bachelor of Arts à l’Amherst College en 1892, puis un Ph. D. à l’université Johns-Hopkins en 1897.
Il se marie, le 4 avril 1899 à Fannie Lee Snell dont il aura quatre enfants. Il enseigne la biologie à l’Olivet College de 1899 à 1905. De 1905 à 1912, il est assistant au Museum of Comparative Zoology. Dans la même institution, il est conservateur des échinodermes de 1912 à 1927. L’université d’Oliver du Michigan lui offre un Bachelor of Sciences honorifique en 1927. À partir de cette date, il est conservateur des invertébrés marins ainsi que professeur assistant de zoologie. En 1936, il devient professeur associé à l’université Stanford, puis de 1946 à 1947, chercheur associé à la Fondation Hancock à l’université du Sud de la Californie.
Il effectue des recherches en Jamaïque, à Tobago, aux Bermudes, l’archipel de Galapagos et en Australie. Il est l’auteur de nombreux articles scientifiques dont trois monographies sur les échinodermes australiens (en 1921, en 1938 et en 1946).